# フィールズ (企業)
フィールズ株式会社（英: FIELDS CORPORATION）は、日本の遊技機の企画開発・仕入・販売、フィットネスクラブの経営・運営会社。
円谷フィールズホールディングス株式会社の完全子会社。

## 概要
主な業務内容は遊技機（パチンコ機・パチスロ機）の全国パチンコ店への販売である。また、キャラクターなどの権利を取得してパチンコ・パチスロメーカーに提案している。旧商号は東洋商事株式会社。取締役会長の山本英俊は、カジノドライヴやフライングアップル等の競走馬を所有する馬主でもある。

## 歴史
- 1988年6月 - 東洋商事株式会社を愛知県名古屋市港区にて設立。
- 1989年7月 - セントラルコスモ株式会社（現・プロフェッショナル・マネージメント）、パーラープランニング株式会社（現・データベース）を設立。
- 1992年 - レジャーニッポン新聞社を吸収合併。
- 1994年 - 三井物産と共同でPステーション株式会社を設立。
- 1995年 - サミーと販売提携。
- 2000年
  - 10月 - 株式会社北洋ビル、株式会社データベース、有限会社エスケイオフィスを吸収合併。
  - 12月 - ロデオの総販売元になる。同社パチスロ機「ガメラ」発売開始。
- 2001年
  - 3月 - 遊技場部門の営業を株式会社竹屋に譲渡。
  - 6月 - 株式会社トータル・ワークアウト（TOTAL Workout）を設立[1]。
  - 10月 - 経営の合理化を目的に会社分割（新設分割）を行い、新設会社（株式会社東洋商事）に製鉄原料部門等を移管。商号をフィールズ株式会社に変更し、本社を東京都港区に移転。
  - 11月 - ロデオとパチスロ機の独占的販売代理店取引基本契約を締結。
- 2002年
  - 2月 - ホワイトトラッシュチャームズジャパン株式会社を設立。
  - 3月 - 有限会社セリオを買収し、フィールズジュニア株式会社に組織変更。
- 2003年
  - 3月 - JASDAQ上場。
  - 4月 - 株式会社デジタルロードを設立。
  - 11月 - ビスティと販売提携。
- 2004年
  - 1月 - ディースリー・パブリッシャーと資本・業務提携。
  - 7月 - 東京都渋谷区に本社移転。
- 2005年3月 - ディースリー・パブリッシャーを連結子会社化。角川春樹事務所に出資。
- 2008年2月 - 京楽産業.との業務提携を発表。
- 2009年3月 - バンダイナムコゲームスによるディースリーに対する友好的TOBに応じ、同社の全株式を売却。
- 2010年4月 - ティー・ワイ・オーより円谷プロダクションの株式51%、及びティー・ワイ・オーの自己株式15%を譲受。これにより、円谷プロを連結子会社化。
- 2011年
  - 1月 - AQインタラクティブよりマイクロキャビンの株式85%を譲受。これにより、マイクロキャビンを連結子会社化。
  - 11月 - 小学館グループ（小学館クリエイティブ）との提携・合弁により設立した関連会社・ヒーローズにより、青年漫画誌『月刊ヒーローズ』を創刊（合弁相手の前者と共同）。
  - 12月 - ユニバーサルエンターテインメントの子会社・ミズホの株式49%を譲受。
- 2014年3月 - ロデオとのパチスロ機の独占的販売代理店取引基本契約を終了。またサミーとの提携も同年4月末で終了し、セガサミーグループとの関係を実質解消した。
- 2015年
  - 4月 - 東京証券取引所市場第1部に市場変更。
  - 6月 - アリストクラートテクノロジーズの全株式を取得することを発表。同社及び関連会社のスパイキーを傘下に収める[2]。
- 2018年7月 - 所有するミズホ株式をユニバーサルエンターテインメントへ売却。
- 2022年10月 - 遊技機関連事業を新設分割によりフィールズ株式会社（2代目）へ分割。商号を円谷フィールズホールディングス株式会社に変更し、グループ統括及び持株会社となる[3]。

上記のほか、アニメ事業にも参入していたが、2018年10月放送の『SSSS.GRIDMAN』を最後に撤退している。

## CM
- 2003年 - 安貞桓と千代大海が起用され、安の日本での所属事務所である「プロフェッショナル・マネージメント株式会社」（フィールズの子会社：現在は合併しジャパン・スポーツ・マーケティング株式会社へ改組)に千代大海も所属している縁から、CM共演が実現した。
- 2006年 - 清原和博が起用され、当時所属していたオリックス・バファローズのユニフォームは着ないで、CMオリジナルの架空球団「フィールズ」へ入団するという設定で、「記者会見編」（これは金田正一とケビン山崎も出演）と「ピッチャー・清原編」（ちなみに収録場所は清原が最初に所属した埼玉西武ライオンズの本拠・西武ドーム）の2編が製作された。また、パチスロ「トゥームレイダー」のCMでは京セラドーム大阪で撮影したCMも放映された。（これも実際の試合ではなくCMのために新たに撮影したもの）
- 2008年 - 『CR 七人の侍』（開発・製造はビスティ）がリリースされ、ストーリーに則ったCMが放映された。イメージキャラクターは以下の配役。
  - キャスト - 島田勘兵衛（JJサニー千葉）、片山五郎兵衛（田口トモロヲ）、七郎次（六平直政）、平八（田中要次）、久蔵（吹越満）、岡本勝四郎（魔裟斗）、菊千代（永瀬正敏）、儀作（笹野高史）、志乃（麻生久美子）
- 2011年春頃 - 浜崎あゆみが起用され、同社が販売するパチンコ機「CR ayumi hamasaki 浜崎あゆみ物語 -序章-」（開発・製造はビスティ）のCMと現在では考えられている。
- 2011年夏頃 - グループ関連企業ヒーローズによる青年誌・月刊ヒーローズのCM。AKB48の選抜メンバーが出演。
- 2012年 - 同社のオリジナル機種『CRスーパー競馬王』シリーズ（開発・製造は現在のビスティ）をモチーフにした企業CM。競馬のプロ騎手に挑むのは実はラーメン屋の職人だったという非常に意外な設定。
- 2013年 - 同社が企画開発したDeNA/mobage配信のソーシャルゲーム『姫奪!DungeonsLord（ひめだつ!だんじょんずろーど）』の宣伝告知CM。スポンサード向け30秒CMが制作され、後述の『銀河機攻隊 マジェスティックプリンス』（4月）『幻影ヲ駆ケル太陽』（7月）[注釈 1]にて提供開始。また、9月からは韓流アイドルをモチーフにしたカードゲーム式ソーシャルゲーム『K Stars Wonderland』[注釈 2]のCMをスポンサード向けに放送。
- 2016年 - およそ3年半振りのCM出稿は東宝（TOHO animation）映画『GANTZ:O』のCM（ただし制作プロダクション側として）。